# فرانسیس بیلی جونیور
فرانسیس بیلی جونیور (به انگلیسی: F. Lee Bailey) (زاده ۱۰ ژوئن ۱۹۳۳ – درگذشته ۳ ژوئن ۲۰۲۱) یک وکیل مدافع جنایی آمریکایی بود که به دلیل نمایندگی او.جی. سیمپسون معروف است. او همچنین وکیل پتی هرست بود.